# أليس غودمان
أليس غودمان (بالإنجليزية: Alice Goodman)‏ هي واضعة كلمات الأوبرا وكاتِبة وشاعرة أمريكية، ولدت في 1958 في سانت بول في الولايات المتحدة.

## وصلات خارجية
- أليس غودمان على موقع ميوزك برينز (الإنجليزية)
- أليس غودمان على موقع ديسكوغز (الإنجليزية)